# Moneilema semipunctatum
Moneilema semipunctatum là một loài bọ cánh cứng trong họ Cerambycidae.